# 帕斯科省
帕斯科省（西班牙語：Provincia de Pasco），是秘魯的省份，位於該國中部帕斯科大區，首府是塞羅德帕斯科，面積4,758平方公里，2007年人口150,717，人口密度每平方公里31.67人，官方語言是西班牙語和奇楚瓦語。